# Psilocerea dysonaria
Psilocerea dysonaria är en fjärilsart som beskrevs av Swinhoe 1904. Psilocerea dysonaria ingår i släktet Psilocerea och familjen mätare. Inga underarter finns listade.